# Bianca Guaccero
Pour les articles homonymes, voir Guaccero.
 (juillet 2025).
Si vous disposez d'ouvrages ou d'articles de référence ou si vous connaissez des sites web de qualité traitant du thème abordé ici, merci de compléter l'article en donnant les références utiles à sa vérifiabilité et en les liant à la section « Notes et références ».
Bianca Guaccero, née le 15 janvier 1981 à Bitonto dans la région des Pouilles en Italie, est une actrice, une animatrice de télévision et de radio et une chanteuse italienne. elle alterne les rôles d'actrice au cinéma, à la télévision et au théâtre, tout en travaillant comme animatrice pour la télévision et la radio, participant à des émissions de divertissement musicales italiennes. Elle a également à son actif une courte carrière de chanteuse et une autobiographie.

## Biographie
Bianca Guaccero naît à Bitonto dans la région des Pouilles en 1981. Elle débute en 1999 comme actrice au cinéma dans le drame Terra bruciata de Fabio Segatori, avec pour partenaires Raoul Bova, Giancarlo Giannini et Michele Placido. L'année suivante, elle est à l'affiche de la comédie Faccia di Picasso de Massimo Ceccherini. En 2001, elle est au cœur d'une querelle amoureuse entre Stéphane Freiss et Lorenzo Crespi (it) dans le drame Entre deux mondes (Tra due mondi) de Fabio Conversi et joue un petit rôle dans la comédie Streghe verso nord de Giovanni Veronesi. Elle apparaît ensuite dans la mini-série Ama il tuo nemico 2 de Damiano Damiani, dans deux séries réalisés par Giorgio Capitani, La memoria e il perdono et Papa Giovanni - Ioannes XXIII et dans le drame Il trasformista de Luca Barbareschi.
En 2003, elle est l'une des quatre protagonistes de la série Le monde nous appartient (Tutti i sogni del mondo) de Paolo Poeti (it) qui raconte le destin de quatre jeunes filles et leurs rêves de succès dans le monde du divertissement. Elle participe également au téléfilm Mudù de Vito Cea (it) qui comprend un casting constitué d'acteurs et d'actrices originaire de la région des Pouilles.
En 2004, elle est une jeune cuisinière qui se rend à Barcelone en quête de gloire dans la mini-série L'amour trois étoiles (Mai storie d'amore in cucina) de Giorgio Capitani et Fabio Jephcott (it). En tant qu'adolescente difficile, elle pose ensuite des problèmes à Stefania Sandrelli dans la série La tassista de José María Sánchez (it). Elle apparaît enfin le troisième épisode de la série Benedetti dal Signore. En 2005, elle joue dans la mini-série historique San Pietro de Giulio Base et dans la comédie sentimentale Coup de foudre en Toscane (Shadows in the Sun) de Brad Mirman.
En 2006, elle incarne une jeune lavandière dans la mini-série Assunta Spina de Riccardo Milani, réalisé d'après la pièce de théâtre éponyme du dramaturge Salvatore Di Giacomo écrite en 1909, pièce qui a déjà été adaptée à de nombreuses au cinéma, par Gustavo Serena, Mario Mattoli ou Roberto Roberti notamment. Elle est ensuite à l'affiche de la série télévisée sentimentale Capri, aux côtés de Kaspar Capparoni, Sergio Assisi (it), Gabriella Pession et Isa Danieli. Elle prend part aux trois saisons de cette série qui se termine en 2010. En 2007, elle interprète le rôle d'une journaliste d'investigation dans la mini-série La terza verità de Stefano Reali, aux côtés d'Enzo Decaro (it) et d'Anna Kanakis. Pour sa première apparition au théâtre, elle joue pour Andrea Battistini (it) dans la pièce Il sogno del principe di Salina - L'ultimo Gattopardo réalisée d'après le roman Le Guépard (Il Gattopardo) de Giuseppe Tomasi di Lampedusa.

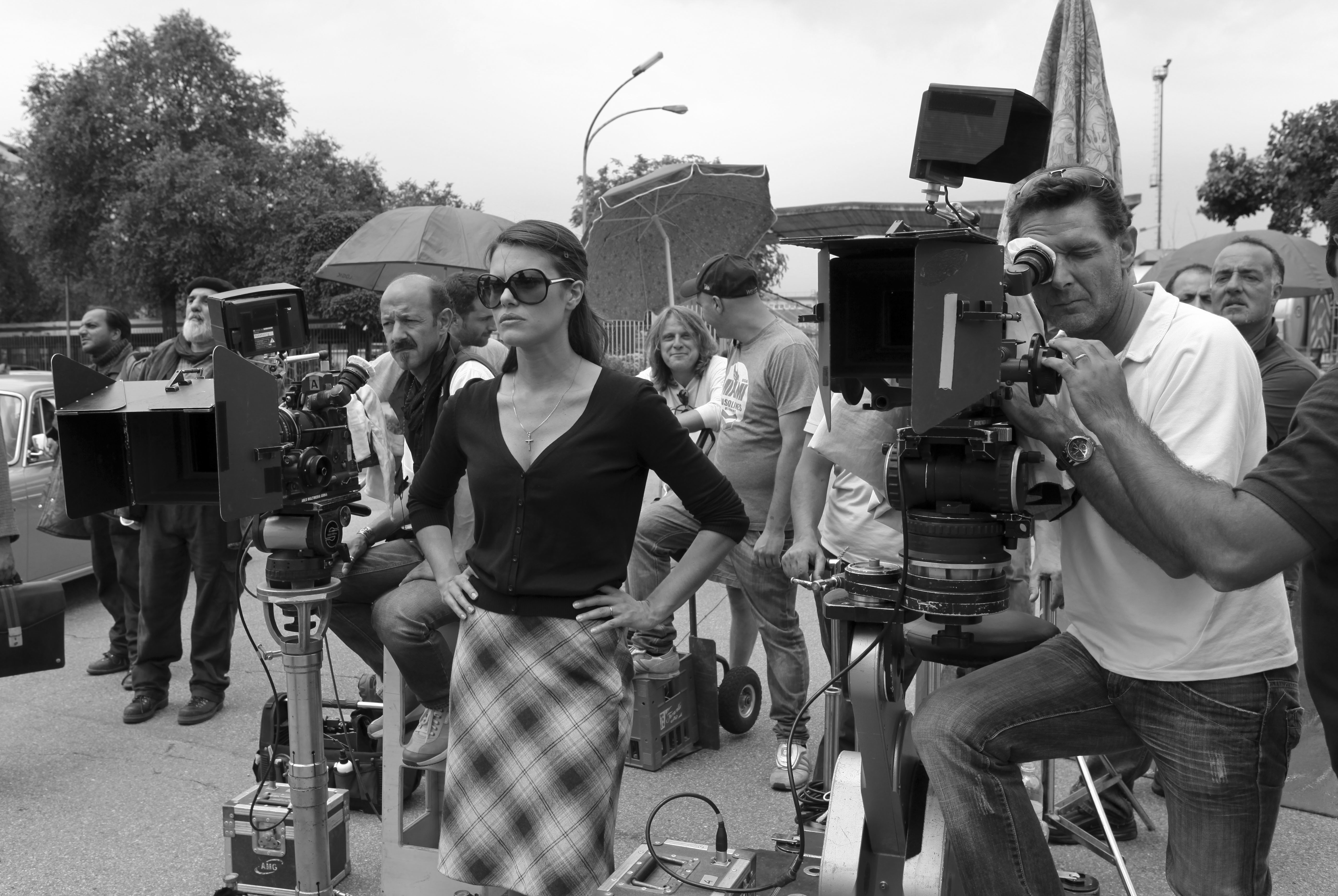
Guaccero sur le tournage de la mini-série télévisée Mia Madre en 2010

En 2008, elle donne la réplique à Giorgio Lupano (it) dans la mini-série romantique La stella della porta accanto de Gianfranco Albano et présente avec Pippo Baudo, Piero Chiambretti (it) et l'actrice Andrea Osvart l'édition 2008 du festival de Sanremo. En 2009, elle est à l'affiche de la série policière Il bene e il male de Giorgio Serafini, avec pour partenaires Gianmarco Tognazzi (it), Francesca Cavallin (it), Antonia Liskova et Marco Falaguasta (it). L'année suivante, elle tient à nouveau le rôle principal d'une série télévisée avec Mia Madre de Ricky Tognazzi, dans laquelle elle joue le rôle d'une mère de famille de la campagne contrainte de s'installer à Turin, là ou son mari à trouver du travail dans l'usine Fiat. Au théâtre, elle participe à la nouvelle pièce de Massimo Ranieri, Poveri ma belli, remake de la célèbre comédie de Dino Risi, Pauvres mais beaux (Poveri ma belli).
En 2012, elle incarne l'actrice Valeria Fabrizi dans la mini-série Walter Chiari - Fino all'ultima risata d'Enzo Monteleone consacré à la vie, aux succès et aux échecs du grand acteur Walter Chiari, interprété ici par Alessio Boni. Elle joue ensuite le rôle de la journaliste Francesca Scopelliti (it) dans la mini-série Il caso Enzo Tortora - Dove eravamo rimasti? de Ricky Tognazzi consacré à l'affaire Tortora dont fut victime le présentateur Enzo Tortora (it) en 1983. Ce dernier, arrêté par la police sur de fausses déclarations concernant une appartenance à l'organisation mafieuse Nuova Camorra Organizzata, fut acquitté après trois années de procédure, le tout dans une folle frénésie médiatique. Elle enregistre la même année son premier single, Look Into Myself. Elle passe l'année suivante sur les planches en incarnant une sorcière moderne dans la pièce Una vita da strega d'Armando Pugliese (it).
En 2014, elle apparaît dans l'épisode Una coppia modello de la série comique Purché finisca bene de Fabrizio Costa et dans le court-métrage L'Uomo Volante d'Adelmo Togliani (it). L'année suivante, elle participe à la cinquième saison de l'émission Tale e quale show (it). En 2016, elle présente au côté d'Alan Palmieri la quatorzième édition de Battiti Live (it). En 2017, elle participe comme concurrente à l'émission 60 Zecchini (it) et enregistre un titre en duo avec le chanteur Fabrizio Moro, disponible sur le huitième album du chanteur, Pace. Elle intègre ensuite durant le tournage de la deuxième saison le casting de la série policière Sotto copertura de Giulio Manfredonia qui narre l'arrestation des chefs du clan des Casalesi.
En 2018, elle incarne une professeur de danse dans le téléfilm In punta di piedi d'Alessandro D'Alatri qui mêle l'univers de la danse classique à celui de la camorra. Durant l'été, elle anime pour Radio Birikina (it) l'évenement musical itinérant Festival Show. Elle anime également l'émission Pane, Amore e Zeta weekend pour Radio Zeta (it). À la fin de l'année, elle remplace à la présentation l'animatrice Caterina Balivo (it) pour la septième saison de l'émission Detto fatto (it) sur la Rai 2 qui prend fin en 2019. En début d'année, elle signe sa propre autobiographie, Il tuo cuore è come il mare. En mai, elle retrouve le cinéma avec un rôle dans la nouvelle comédie de Sergio Rubini, Il grande spirito.

## Filmographie

### Au cinéma
- 1999 : Terra bruciata de Fabio Segatori
- 2000 : Faccia di Picasso de Massimo Ceccherini
- 2001 : Entre deux mondes (Tra due mondi) de Fabio Conversi
- 2001 : Streghe verso nord de Giovanni Veronesi
- 2002 : Il trasformista de Luca Barbareschi
- 2004 : Hollywood Flies de Fabio Segatori
- 2005 : Coup de foudre en Toscane (Shadows in the Sun) de Brad Mirman
- 2012 : Si può fare l'amore vestiti? de Donato Ursitti
- 2014 : L'Uomo Volante d'Adelmo Togliani (it) (court-métrage)
- 2019 : Il grande spirito de Sergio Rubini

### À la télévision

#### Séries télévisées et téléfilms
- 2001 : Ama il tuo nemico 2 de Damiano Damiani
- 2001 : La memoria e il perdono de Giorgio Capitani
- 2002 : Jean XXIII: Le pape du peuple de Giorgio Capitani
- 2002 : Mudù de Vito Cea (it)
- 2003 : Le monde nous appartient (Tutti i sogni del mondo) de Paolo Poeti (it)
- 2004 : Benedetti dal Signore, épisode Missione Zara
- 2004 : La tassista de José María Sánchez (it)
- 2004 : L'amour trois étoiles (Mai storie d'amore in cucina) de Giorgio Capitani et Fabio Jephcott (it)
- 2005 : San Pietro de Giulio Base
- 2006 : Assunta Spina de Riccardo Milani
- 2006 – 2010 : Capri
- 2007 : La terza verità de Stefano Reali
- 2008 : La stella della porta accanto de Gianfranco Albano
- 2009 : Il bene e il male de Giorgio Serafini
- 2010 : Mia Madre de Ricky Tognazzi
- 2012 : Walter Chiari - Fino all'ultima risata d'Enzo Monteleone
- 2012 : Il caso Enzo Tortora - Dove eravamo rimasti? de Ricky Tognazzi
- 2014 : Purché finisca bene, épisode Una coppia modello de Fabrizio Costa
- 2017 : Sotto copertura de Giulio Manfredonia
- 2018 : In punta di piedi d'Alessandro D'Alatri

### Programmes et jeux

#### A la télévision
- 1996 : Sotto a chi tocca (concurrente)
- 2008 : Festival de Sanremo (animatrice)
- 2015 : Tale e quale show (it) (concurrente)
- 2016 : Battiti Live (it) (animatrice)
- 2017 : 60 Zecchini (it) (concurrente)
- 2018 : Festival Show 2018 (animatrice)
- 2018 – 2019 : Detto fatto (it) (animatrice)

#### A la radio
- 2018 : Pane, Amore e Zeta weekend (animatrice)

## Théâtre
- 2006 – 2007 : Il sogno del principe di Salina - L'ultimo Gattopardo d'Andrea Battistini (it)
- 2009 – 2010 : Poveri ma belli de Massimo Ranieri
- 2013 : Una vita da strega d'Armando Pugliese (it)
- 2015 : Oggi sto da dio de Mauro Mandolini

## Discographie

### Singles
- 2012 : Look Into Myself
- 2017 : È più forte l'amore (avec Fabrizio Moro)

## Publication
- Il tuo cuore è come il mare (2019)